# Six Degrés de séparation (pièce de théâtre)
Pour les articles homonymes, voir Six degrés de séparation (homonymie).
Six Degrés de séparation (Six Degrees of Separation) est une pièce de théâtre du dramaturge américain John Guare créée en 1990. Elle fut ensuite adaptée en un film réalisé par Fred Schepisi, sorti aux États-Unis le 8 décembre 1993. Elle est considérée comme la pièce la plus populaire de John Guare.
La pièce reprend le principe selon lequel deux personnes sont connectées par au plus six autres personnes, principe utilisé à la suite de l'exploitation de la pièce et du film par de nombreux créateurs de télévision et du cinéma. D'ailleurs, J. J. Abrams, auteur des séries Six Degrees et Lost, joua le rôle de Doug dans l'adaptation cinématographique de la pièce. Il s'est d'ailleurs énormément inspiré des thèses de la pièce pour en incorporer certains éléments dans ses séries.

## Argument
Flan et Ouisa Kittredge, riches vendeurs d'art à New York, reçoivent un soir la visite d'un jeune homme qui prétend être un ami de leurs enfants à Harvard. Ils lui offrent l'hospitalité pour la nuit tandis qu'il les régale avec une cuisine et une conversation impeccables. Mais le lendemain, Flan et Ouisa découvrent qu'il n'est pas exactement celui qu'il prétend être...
À travers l'histoire d'une famille qui se fait berner par un jeune homme étonnamment instruit et cultivé, il s'agit d'une satire sur les rapports de classes, la naïveté de la bourgeoisie américaine libérale et les effets dévastateurs d'une imposture sur la vie d'une famille baignée dans le « politiquement correct ».